# Órion Business & Health Complex
Órion Business & Health Complex es un rascacielos de categoría 2 (más de 150 metros de altura) en la ciudad de Goiânia, la capital del estado de Goiás (Brasil).  Tiene una altura de 191,48 metros para 43 pisos.

## Construcción
El trabajo de construcción comenzó en 2013 y se  terminó en 2018. En el momento de su construcción superó al Millennium Palace y se convirtió momentáneamente en el más alto del país. Conservó el título hasta 2019 cuando se terminó la Infinity Coast Tower, por lo que en 2023 es únicamente el más alto de Goiânia y el segundo edificio más alto de Brasil.